# PORNO STAR
「PORNO STAR」 (ポルノスター) は、2001年6月20日に発売されたSADSの7枚目のシングルである。

## 概要
- BMGファンハウス移籍第1弾シングル。
- 2001年3月31日に牟田昌弘が「方向性の違い」という理由により脱退し、後任には当時黒夢の最後のツアー「TOUR "Many SEX Years" vol. 5 CORKSCREW A GO GO!」で参加した満園英二が正式に加入し新たな一歩を進んだ。
- PVにはストリッパー2人が登場し、衣装の紐を解き胸を露出させるシーンが映されている。他にも清春が女装姿をしているシーンが少し映っている。
- 余談だが『GREATEST HITS 〜BEST OF 5 YEARS〜』の収録曲リストには、タイトルがアルファベットではなくカタカナで記載されている。
- 購入者を対象としたライブが2001年6月20日に原宿ASTRO HALLで行われた。
- 「FOR YOU」は再録され2010年11月26日、TOUR 2010『ANDROGYNY INSANITY』福岡DRUM LOGOSにて配布された後、セルフカバーアルバム『erosion』に収録された。

## 収録曲
| 全作詞・作曲: 清春、全編曲: SADS & 平出悟。 |                |       |            |      |
| #                                           | タイトル       | 作詞  | 作曲・編曲 | 時間 |
| 1.                                          | 「PORNO STAR」 | 清春  | 清春       | 5:17 |
| 2.                                          | 「Want」       | 清春  | 清春       | 3:32 |
| 3.                                          | 「FOR YOU」    | 清春  | 清春       | 3:22 |
| 合計時間:                                   | 合計時間:      | 12:21 |            |      |